# In Old California
Pour plus de détails, voir Fiche technique et Distribution.
In Old California est un film muet américain de D. W. Griffith sorti en 1910. C'est sans doute le premier film à avoir été tourné dans le village de Hollywood, avant l'arrivée des studios de production.

## Synopsis
Au XIXe siècle, dans la Californie mexicaine, le riche et prestigieux Jose Manuella tombe amoureux de Perdita, mais découvre que le cœur de celle-ci appartient déjà à Cortes, un troubadour du village au physique avenant. Cortes fait impression sur les jeunes filles simples et un peu étourdies grâce à ses douces manières persuasives doublées de ses talents de musicien. Perdita, qui a l’âme romantique, tombe dans le panneau et l’épouse. 20 ans plus tard, elle est le témoin de son erreur. Cortes s’avère être une personne dépravée, gaspillant son temps et l’argent que Perdita gagne en boisson. Le pire est qu’ils ont un fils, âgé à ce moment-là de presque 19 ans. Perdita se rend compte que l’environnement familial est peu propice au bien-être de son fils, c’est pour cela qu’elle va tenter de le sortir de là. C’est alors que Baja et Alta-Californie entrent en conflit, et José Manuella est devenu gouverneur. Elle fait appel alors à lui pour protéger l’avenir de son fils. Le gouverneur prend le fils dans sa propre compagnie. Mais peu de temps se passe avant de s’apercevoir que le jeune homme est bien le fils de son père et s’avère lui aussi une personne peu scrupuleuse. Ivresse, vol de bas étage, dérobant ses camarades d’armes, sont à son actif désormais et tout cela dans la totale ignorance de sa mère. C’est quand Perdita, sentant la fin proche, écrit au gouverneur qu’elle veut revoir son fils avant de mourir, persuadée que son fils s’est fait un nom. Mais lorsque le gouverneur lit la lettre, le garçon lui est présenté une nouvelle fois pris dans une histoire de vol. Le gouverneur est définitivement déçu par ce garçon, mais veut préserver Perdita. Alors il décore le garçon, fait en sorte qu’il apparaisse devant sa mère comme un héros. Une fois Perdita partie en paix, il est envoyé en prison où la sanction qu’il mérite lui est infligée.

## Fiche technique
- Titre original : In Old California
- Réalisation : D. W. Griffith
- Scénario : Stanner E. V. Taylor
- Photographie : G. W. Bitzer
- Studio : American Mutoscope and Biograph Company
- Pays d'origine : États-Unis
- Format : Muet, noir et blanc
- Genre : drame, western
- Durée : 17 minutes
- Date : Mars 1910

## Distribution
- Frank Powell : Jose Manuella
- Marion Leonard : Perdita
- Arthur V. Johnson : Cortes
- Henry B. Walthall : le fils de Perdita

## Autour du film
In Old California est probablement le premier film tourné à Hollywood,. Cependant, le premier long-métrage hollywoodien est Le Mari de l'Indienne, réalisé en 1914 par Cecil B. DeMille.
Les scènes en extérieur ont été tournées sur les collines de Hollywood par l'équipe de tournage venue de New York en janvier 1910 pour créer un studio à Los Angeles. Le film, considéré comme perdu, a été retrouvé en 2004 et projeté pour la première fois depuis 94 ans au Festival du film de Beverly Hills. Sa plus grande qualité réside dans le travail photo effectué par Griffith pour les scènes tournées sur les collines d'Hollywood.